# Vaudreuil-sur-le-Lac
Vaudreuil-sur-le-Lac (AFI: [vodʀœjsyʀləlak]; significando Vaudreuil por el Lago en francés), es un municipio de la provincia de Quebec en Canadá. Es uno de los municipios que conforman el municipio regional de condado de Vaudreuil-Soulanges en la región de Vallée-du-Haut-Saint-Laurent en Montérégie.

## Geografía
Vaudreuil-sur-le-Lac se encuentra ubicada al norte del MRC de Vaudreuil-Soulanges por el lago de las Dos Montañas. Los municipios vecinos son Vaudreuil-Dorion y L'Île-Cadieux. El área total del municipio es de 2,8 km², con 1,4 km² en tierra y la parte restante estando en el lago. El municipio está ubicado en la planicie del San Lorenzo.

## Historia
El territorio de Vaudreuil-sur-le-Lac fue ubicado en el señorío de Vaudreuil. En 1920, el municipio de pueblo de Belle-Plage (Bella Playa en francés). Su nombre fue cambiado en 1960 para el de Vaudreuil-sur-le-Lac.

## Política
|          | 2009-2013                                                                                |
| Alcalde  | Claude Pilon                                                                             |
| Consejos | André Bélanger Ginette Bradley Louise Chénier Marc Lafontaine Denis Morin Sylvie Poirier |

Vaudreuil-sur-le-Lac forma parte de la circunscripción electoral de Vaudreuil a nivel provincial y de Vaudreuil-Soulanges a nivel federal.

## Demografía
Según el censo de Canadá de 2011, había 1 359 personas residiendo en este municipio con una densidad de población de 989,2 hab./km². La población aumentó un 5,3% con respecto a 2006. El número total de inmuebles particulares resultó ser de 479, de los que 467 se encontraban ocupados por residentes habituales.
Población total, 1986-2011
| Año  | Población | Variación (%) |
| ---- | --------- | ------------- |
| 2011 | 1359      | 5,3 %         |
| 2006 | 1290      | 33,8 %        |
| 2001 | 964       | 3,9 %         |
| 1996 | 928       | 5,9 %         |
| 1991 | 876       | 29,8 %        |
| 1986 | 675       |               |